# Имьела, Поль
Поль Имье́ла (фр. Paul Imiéla; 23 января 1943, Уден — 17 сентября 2024, Ле-Ман) — французский футболист, играл на позиции защитника.

## Биография

### Игровая карьера
Всю футбольную карьеру Имьела играл за «Амьен», но выступал только в Лиге 3 и Лиге 2. На протяжении многих лет он был основным защитником «единорогов». В 1979 году после прихода нового главного тренера потерял место в основном составе и сыграл только 3 матча. Всего во всех турнирах сыграл за этот клуб 404 матча и забил 30 голов
Играл за любительскую сборную Франции.
Скончался 17 сентября 2024 года в возрасте 81 года.